# Mouriri gleasoniana
Mouriri gleasoniana är en tvåhjärtbladig växtart som beskrevs av Paul Carpenter Standley och Julian Alfred Steyermark. Mouriri gleasoniana ingår i släktet Mouriri och familjen Melastomataceae. IUCN kategoriserar arten globalt som livskraftig. Utöver nominatformen finns också underarten M. g. coibensis.